# Frankie Trumbauer

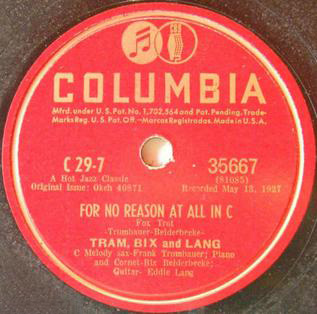
Szybkoobrotowa płyta wytwórni Columbia z utworem For No Reason at All in C w wyk. „Trama”, Bixa i Langa

Orie Frank Trumbauer, ps. „Tram” (ur. 30 maja 1901 w Carbondale, zm. 11 czerwca 1956 w Kansas City w stanie Missouri) – amerykański muzyk jazzowy, saksofonista, fagocista, klarnecista i kompozytor. Czołowy, najbardziej wpływowy przedstawiciel saksofonu C melody i altowego w latach 20. i 30. XX wieku.

## Życiorys
Ze strony jednego z rodziców jego przodkowie pochodzili z plemienia Indian Czirokezów. Dorastał w Saint Louis. Jego matka była dyrygentką orkiestr dętych i teatralnych.
Pierwsze znaczące etapy kariery zawodowej przebył na początku lat 20. w orkiestrach Raya Millera, Edgara Bensona oraz Mound City Blue Blowers. Następnie grał w Arcadia Ballroom w St Louis w orkiestrze firmowanej przez Jeana Goldkette'a. Szybko został jej kierownikiem muzycznym, ściągnął też do niej kornecistę Bixa Beiderbecke’a. W 1926 razem z Beiderbeckem zasilił główną orkiestrę Goldkette’a, występującą w Graystone Ballroom w Detroit. We wrześniu 1927 zespół uległ rozwiązaniu i po krótkiej współpracy z grupą multiinstrumentalisty Adriana Rolliniego w Nowym Jorku dołączył z Bixem do najpopularniejszego wówczas amerykańskiego zespołu tanecznego Paula Whitemana. W tym samym roku i również z Beiderbeckem oraz gitarzystą Eddiem Langiem zarejestrował dla wytwórni OKeh szereg utworów, uznanych później za jedne z najważniejszych ówczesnych nagrań. Były to m.in. kompozycje: For No Reason at All in C, Wringin’ and Twistin’ i Singing the Blues. Ten ostatni utwór został w 1977 umieszczony w Grammy Hall of Fame.
W 1932 odszedł z orkiestry Whitemana i założył własny zespół w Chicago, z którym nagrywał dla wytwórni Columbia. Po powrocie do Nowego Jorku od 1934 do 1936 ponownie grał w zespole Whitemana. Natomiast jako lider dokonywał nagrań dla firm Victor i Brunswick, niekiedy zapraszając do współpracy puzonistę Jacka Teagardena. W 1936 stanął na czele krótkotrwałej grupy The Three T’s z oboma braćmi Teagardenami w składzie.
Podczas kariery muzycznej zdobył uprawnienia pilota, wykazując się na tym polu dużymi umiejętnościami. W 1939 zrezygnował z muzyki i wstąpił do Civil Aeronautics Authority. Podczas II wojny światowej był pilotem oblatywaczem w zakładach samolotowych North American Aviation. Szkolił także załogi bombowców B-25 Mitchell. Po zakończeniu wojny okazjonalnie występował, m.in. w radiowej orkiestrze NBC, oraz nagrywał. Pozostał jednak przy lotnictwie jako głównym źródle zarobkowania.
Był wirtuozem, który potrafił zagrać podwójne staccato. Wywarł duży wpływ na saksofonistów swojej epoki, podobny do tego, jaki miał później Charlie Parker. Jego chłodny, wyrafinowany styl gry stał się wzorem dla kilku pokoleń muzyków, do których należał m.in. Lester Young. Brzmienie „Trama” można wysłyszeć nawet w konwencji cool z lat 50. i 60..
W ostatnich latach życia mieszkał w Kansas City i tam przedwcześnie zmarł. Miał 55 lat. Po śmierci został skremowany, a jego prochy rozrzucono nad Unity Village w Missouri.

## Kompozycje
Apple Blossoms (wspólnie z Joem Venutim, Lenniem Haytonem i Eddiem Langem), Bass Drum Dan, Barbed Wire Blues, Break it Down, Choo Choo, Cinderella’s Wedding Day, Crying All Day, Eclipse, Flight of a Haybag, For No Reason at All in C (wspólnie z Bixem Beiderbeckem), G Blues, I Like That, I’m Glad, Krazy Kat wspólnie z Chaunceym Morehousem, Loved One, Meteor, Plantation Moods (wspólnie z Davidem Rosem), Red Hot (wspólnie z Fatsem Wallerem), Runnin’ Ragged, Sun Spots, Tailspin (wspólnie z Jimmym Dorseyem, The Mayor of Alabam’, Three Blind Mice (wspólnie z Chaunceym Morehousem), Troubled, Trumbology, Wringin’ and Twistin’ (wspólnie z Fatsem Wallerem)